# Stopplaats Appel
Stopplaats Appel is een voormalige halte aan de Kippenlijn tussen Nijkerk en Ede-Wageningen. De stopplaats Appel was geopend van 1 december 1903 tot 8 augustus 1937.